# エレーン・ヤングス
- エレーナ・ヤングス[1]

エレーン・ヤングス（Elaine Youngs、女性、1970年2月14日 - ）は、アメリカ合衆国のインドアバレーボール選手、ビーチバレーボール選手。アテネオリンピック・ビーチバレー競技銅メダリスト。表記の揺れで「エレーナ・ヤングス」と表記されることもある。
2010年現在、ヤングスのビーチバレーボールツアーにおける勝利数は51勝を数え、特にアテネオリンピック・ビーチバレー競技においては、ホリー・マクピークとペアを組み銅メダルに輝いている。また2002年には、AVP（アメリカ合衆国のプロビーチバレーボールツアー統括団体（英語版）のMVPに選出されている。
ヤングスは1970年にカリフォルニア州オレンジで誕生し)、カリフォルニア大学ロサンゼルス校（UCLA）に進学、歴史を専攻した。UCLAブルーインズでは常にスターティングメンバーに名を連ね、4年連続でNCAA女子バレーボール選手権で4強入りを果たして、オールアメリカンにも選出されている。またヤングスはバレーボールだけでなく、2シーズンだけではあるが、ブルーインズバスケットボールチームでも活躍している。これらの活躍に対し、2006年10月6日にはUCLAのスポーツ殿堂入りの栄に浴している。
1993年の卒業後、ヤングスは米国バレーボール協会に所属し、1996年のアトランタオリンピック（インドア競技）に出場し7位となった。
ヤングスがビーチバレーボールに歩を進めたのは、初出場した1997年のプロツアーにおいて3位入賞を果たしたことから始まる。1997年と1999・2000年シーズンにおいてパートナーを組んだのはエリザベス・マサカヤン（英語版）で、マサカヤンは2004年から2008年までヤングスのコーチを務めている。二人は僅か50ポイント差でシドニー行きを逃している。1998年シーズンからはナンシー・リノ（英語版）とペアを組んだ。2001年からはバーブラ・フォンタナ（英語版）とペアを組み、2002年からはホリー・マクピークをパートナーとしている。マクピークとのペアで出場したアテネオリンピック・ビーチバレー競技では、銅メダルの栄に浴している。
2005年からはレイチェル・スコット（英語版）とペアを組んだが2006年8月にペアを解消し、ニコル・ブラナーとチームを組んだ。ブラナーとのペアで臨んだ2008年の北京オリンピックでは、5位入賞を果たしている。
2007年9月8日、ヤングスはラスベガスで開催されたGoddessビーチバレーボールトーナメント大会に初優勝を遂げている。
ヤングスは現在コロラド州デュランゴに居住し、アウトドアスポーツライフを満喫している。